# Gare de Beaulieu Road
Ne doit pas être confondu avec Gare de Beaulieu-sur-Mer.

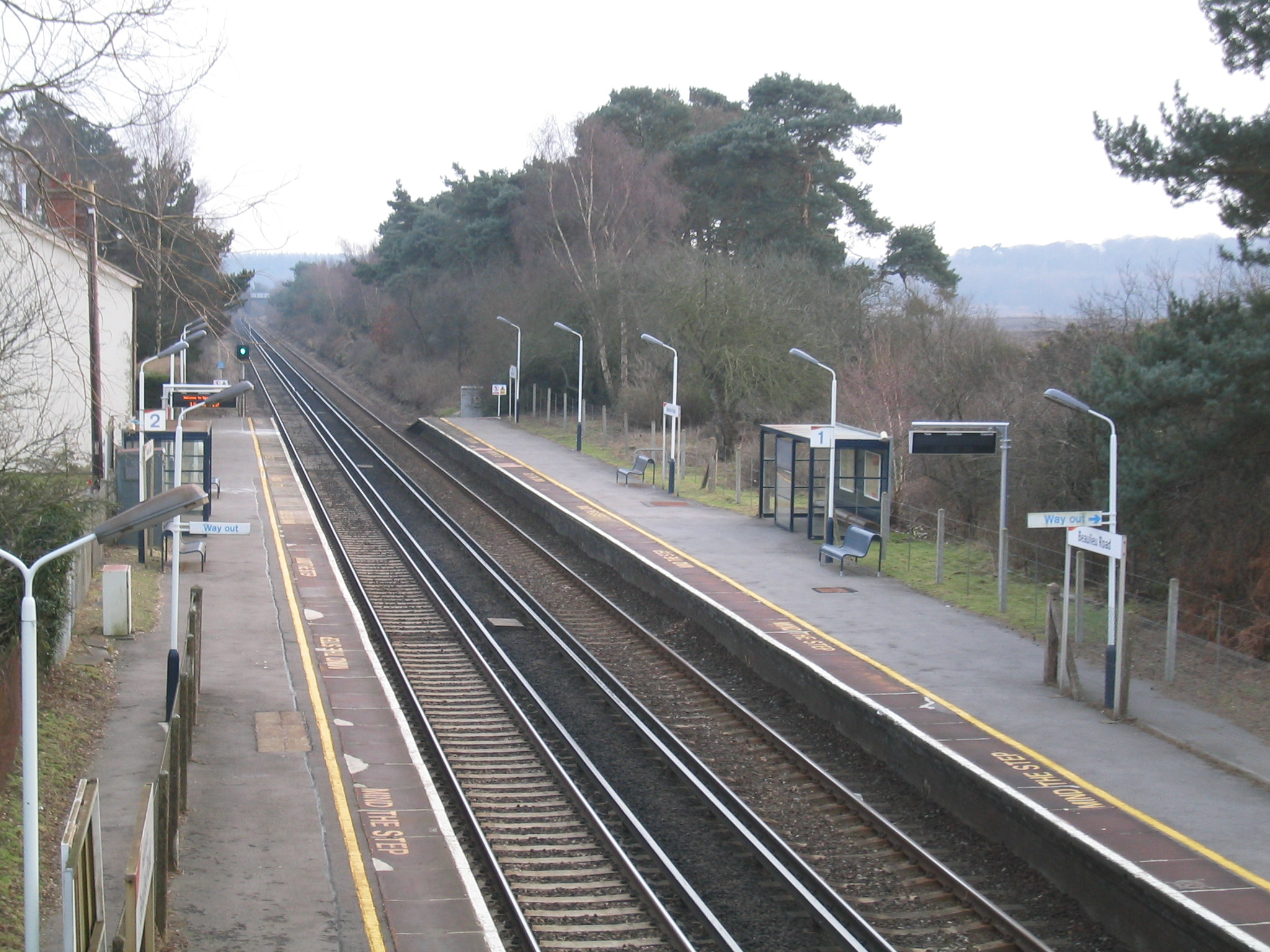
Gare de Beaulieu road

La gare de Beaulieu Road est une gare située au croisement de la South Western Main Line, qui va de la gare de Londres-Waterloo à Weymouth, et de la route B3056 qui va de Beaulieu à Lyndhurst dans le Hampshire. 